# Bohra (Sachsen)
Bohra ist eine Wüstung im Naturschutzgebiet Königsbrücker Heide auf dem Gelände des früheren Truppenübungsplatzes Königsbrück in Sachsen.

## Geographie

### Lage
Das von Feldern und Wiesen umgebene Dorf Bohra befand sich fünf Kilometer nordwestlich von Königsbrück zwischen den Waldgebieten der Krakauer Heide und der Laußnitzer Heide. Das Straßenangerdorf mit Gelängeflur erstreckte sich im Tal des Bohraer Wassers. Umgeben wurde das Dorf von mehreren Kuppen: nördlich der Laaken (183 m), östlich der Eichberg (167 m), westlich der Kreuzberg (202 m) und der Nußberg (190 m). Nordwestlich liegen die Schindelteiche.

### Nachbarorte
| Röhrsdorf | (Sella) †, (Krakau) †                       | (Quosdorf) †, (Zietsch) † |
| Sacka     | Kompassrose, die auf Nachbargemeinden zeigt | (Steinborn) †             |
| Tauscha   | Glauschnitz                                 | Stenz                     |

## Geschichte
Die erstmalige Erwähnung als Borow stammt aus dem Jahr 1353. Das Dorf lag im Nordosten der Mark Meißen im Distrikt Großenhain nahe der Grenze zu den Lausitzen. Weitere Namensformen waren Bora (1376), Paraw (1406), Poraw (1503) und Bohr (1504). Seit 1791 wurde das Dorf Bohra genannt.
Ein Vorwerk ist seit 1547 nachweislich. Bohra war seit 1540 nach Krakau eingepfarrt gewesen, 1938 wurde das Dorf nach Königsbrück umgepfarrt.
Von 1551 an war das Dorf der Herrschaft Königsbrück, ab 1562 der Standesherrschaft Königsbrück und ab 1764 dem Rittergut Glauschnitz untertänig. Verwaltungsmäßig gehörte Bohra seit 1547 zum Amt Hayn und ab 1843 zum Amt Radeberg mit Laußnitz. Im 19. Jahrhundert wurden bei Bohra mehrere Torfstiche betrieben. In der Umgebung des Dorfes gab es außerdem kleinere Grauwackesteinbrüche.
Mit der Neuordnung der sächsischen Verwaltungsstrukturen wurde Bohra 1856 dem Gerichtsamt Königsbrück und 1875 der Amtshauptmannschaft Kamenz zugeordnet. 1907 wurde nordöstlich des Dorfes in der Krakauischen Heide der Truppenübungsplatz Königsbrück angelegt. 1925 wurde der Ortsteil Glauschnitz von der Gemeinde Stenz nach Bohra umgegliedert.
Im Zuge der 1937 beschlossenen Erweiterung des Truppenübungsplatzes Königsbrück erfolgte 1938 die Auflösung der Gemeinde Bohra. Die Anwesen wurden vom Deutschen Reich aufgekauft und die 215 Einwohner umgesiedelt. Am 1. April 1938 wurde der Ort geräumt. Die 498 ha große Gemeindeflur wurde Teil des Truppenübungsplatzes. Davon ausgenommen war der Ortsteil Glauschnitz, er wurde 1940 offiziell nach Laußnitz umgegliedert.
Nach dem Ende des Zweiten Weltkrieges wurde der Truppenübungsplatz durch die sowjetische Besatzungsmacht in Beschlag genommen. Am 25. Juni 1945 siedelten sich in den im Militärgebiet liegenden unzerstörten Dörfern Bohra, Steinborn, Krakau und Naundorf schlesische Flüchtlinge an. Der Ortskommandant der Roten Armee in Königsbrück ordnete am 3. August 1945 die Räumung von Krakau an, ebenso untersagte er aus militärischen Gründen eine Wiederbesiedlung der Dörfer Sella, Zochau und Rohna. Damit blieb Bohra neben Steinborn und Naundorf eines der drei Dörfer auf dem Truppenübungsplatz, die nach dem Krieg wieder besiedelt wurden. 1947 erfolgte der Zusammenschluss von Bohra und Steinborn zu einer Landgemeinde Steinborn-Bohra. Im selben Jahr wurden Bohra und Steinborn auf Veranlassung der GSSD wieder geräumt und die Gemeinde Steinborn-Bohra aufgelöst. Später wurde das Dorf zerschossen. Seit 1957 gehören die Fluren von Steinborn-Bohra zu Königsbrück.

## Bevölkerungsentwicklung
| Jahr | Einwohner                      |
| ---- | ------------------------------ |
| 1551 | 11 besessene Mann, 14 Inwohner |
| 1764 | 11 besessene Mann, 2 Gärtner   |
| 1834 | 111                            |
| 1871 | 115                            |
| 1890 | 151                            |
| 1910 | 153                            |
| 1925 | 200                            |
| 1938 | 215                            |

## Denkmale
- Gedenkstein für die Gefallenen im Ersten Weltkrieg, Kreuzförmiger Granitstein in der Dorfstätte Bohra, Kulturdenkmal der Stadt Königsbrück